# Blepharomyia catskillensis
Blepharomyia catskillensis là một loài ruồi trong họ Tachinidae.